# ベン・ルーカス
ベン・ルーカス（Ben Lucas、1987年12月30日 - ）は、ジャパンラグビーリーグワンマツダスカイアクティブズ広島に所属するラグビーユニオン選手。

## プロフィール
- オーストラリア・イプスウィッチ出身[1]。
- ポジションはフルバック(FB)。
- 身長 178 cm、体重 85 kg
- 弟のマット・アイザックもラグビー選手[2]。
- 7人制オーストラリア代表に選ばれたことがある。

## 略歴
レッズ、モンペリエ、FCグルノーブルを経て、2016年、トヨタ自動車ヴェルブリッツ(現・トヨタヴェルブリッツ)に加入。同年9月4日に行われたジャパンラグビートップリーグ第2節のクボタスピアーズ戦に途中出場で日本での公式戦初出場を果たした。
2018年、トヨタ自動車ヴェルブリッツを退団。その後レッズを経て、2019年、コカ・コーラレッドスパークスに加入。
翌2020年2月、サンウルブズに追加召集された。
2021年、マツダスカイアクティブズ広島に加入。